# Корейци в Украйна
В Украйна има население от етнически корейци или корейски граждани. Значителна група сред тях са етнически корейци, наречени корьо-сарам: те пристигат в бившия Съветски съюз преди и по време на японския колониален период и се разпространяват из целия регион, особено след принудителната си миграция през 1937 г. Друга група са сахалинските корейци, които преди идването си в Украйна са живели на остров Сахалин; те често се считат за културно различни от другите корьо-сарами. В Украйна има и емигранти от Южна Корея.
Не е сигурно колко етнически корейци има в Украйна; оценките варират от 10 до над 40 хиляди души. Доклад на Министерството на външните работи на Южна Корея от 2021 г. изчислява броя им на 13 524. Друга страница на уебсайта на Министерството на външните работи през 2023 г. пък дава груба оценка за около 30 000 корьо-сарам в Украйна. През 2020 г. се докладва за 612 южнокорейски граждани, живеещи в Украйна.

## История
корьо-сарам започват да живеят в Украйна най-късно от 1922 г. До 1926 г. в Украйна живеят 103 корейци. Броят им постепенно нараства, достигайки 1341 души през 1959 г., 4480 души през 1970 г., 8669 души  през 1989 г. и 12 711 души през 2001 г.
корьо-сарам започват да се местят по-масово към Украйна за първи път около 1967 г. След размразяването при Хрушчов, когато ограниченията върху вътрешното движение в Съветския съюз са облекчени, корейците започват да мигрират между различните съветски републики. Първо идват като сезонни селскостопански работници, главно в южните райони.
След установяването на дипломатически отношения между Южна Корея и Украйна през 1992 г., някои украински корейци заминават да работят в Южна Корея. Оттогава някои от тях се връщат в Украйна, докато други постоянно се местят между двете страни. До 2019 г. значителна част от украинските корейци са пребивавали в един или друг момент в Южна Корея по работа, като един интервюиран оценява мащаба на явлението на един до двама души от всяко корейско семейство в Украйна. Съобщава се, че работните визи за етнически корейци, които се връщат в Южна Корея за работа, се получават лесно, което допринася за това явление.
През 1995 г. Кан Ден Сик организира корейски отдел в Киевския политехнически институт. До 2017 г. той се превръща в самостоятелен отдел по корейска филология. Кан основава Корейския културен център през 2010 г. и става негов президент. Кан е второ поколение кореец, родителите му са сахалински корейци.

### Руско-украинска война
Руско-украинската война от 2014 г. до днес причинява няколко значителни промени за корейците в Украйна. След референдума за статута на Крим през 2014 г. около 3000 корейски жители, живеещи в Крим, стават руски граждани. По време на боевете много от тях временно бягат в Южна Корея за убежище.
Руското нахлуване в Украйна през 2022 г. предизвиква особено значителна нестабилност. Едно проучване в Южна Корея установява, че 42,8% от корейските украинци имат член на семейството, загинал по време на войната. Според един интервюиран в Южна Корея те са познавали много етнически корейски деца, загинали в конфликта.
Някои бягат за втори път в Южна Корея, като обмислят да останат там поради нестабилността в Украйна. Южнокорейското правителство издава редица 90-дневни краткосрочни визи G-1 за етнически корейски бежанци. Визите е трябвало да се подновяват на всеки шест месеца. През ноември 2022 г. е съобщено, че стотици чакат одобрение за убежище в Южна Корея. Бежанците обаче са принудени да плащат такси, за да кандидатстват за престоя си в Южна Корея; това изискване е отменено едва на 26 март 2023 г.
През декември 2022 г. е съобщено, че 3438 души от общо 5205 украинци, живеещи в Южна Корея, са етнически корейци. До март 2023 г. е съобщено, че 1200 украински бежанци корьо-сарам са влезли в Южна Корея от началото на войната. Мнозинството се събират в общностите на корьо-сарам в село Таетгол и село Гуанджу Корьоин. Съобщава се, че това са предимно жени и деца, тъй като на мъжете е забранено да напускат страната.
Южнокорейците се включват доброволно в помощ на бежанците и даряват стотици хиляди долари за техните разходи. До ноември 2022 г. средствата са на изчерпване, въпреки че са в ход нови усилия за набиране на средства. Бежанците се сблъскват и с редица други предизвикателства, включително проблеми, свързани с подновяването на визите, езикова бариера и трудности при намиране на работа. Травмата от конфликта също създава проблеми. Южнокорейски активисти настояват за издаването на повече работни визи F-4 (обикновено за завърнали се етнически корейци) на бежанците. Организирани са училища за деца-бежанци, които са обслужвани от доброволци.
Редица южнокорейци служат като чуждестранни бойци в руско-украинската война, въпреки че официално им е забранено да го правят от южнокорейското правителство. През 2023 г. е съобщено, че нарушителите рискуват до една година затвор и максимална глоба от 10 милиона вона. До 2023 г. има четирима бойци, осъдени за служба в Украйна. Един такъв боец, бившият южнокорейски военноморски тюлен Ри Кюн, е арестуван веднага след завръщането му от тримесечен престой в Украйна. Той оказва пълно съдействие на разследването и в крайна сметка е осъден и получава условна присъда затвор. Ри се извинява, че е нарушил закона, но не изразява угризения за доброволното си участие в конфликта. Съобщава се, че той е получил предложение за украинско гражданство и земя от украинското правителство, но е отказал.

## Култура
Тъй като повечето украински корейци са отдалечени с няколко поколения от Корейския полуостров, като техните предци са били обезкуражавани да говорят корейски от съветското правителство, значително мнозинство от корейците в Украйна не говорят корейски. През последните години се развиват много училища по корейски език, като се съобщава, че има училища в Киев, Харков, Одеса и в други градове. Киевският лингвистичен университет предлага курсове на професионално ниво по езика. Киевският национален университет „Тарас Шевченко“ също предлага курсове по корейски език от около 2019 г.
От 1995 г. в различни градове на Украйна се провежда ежегоден фестивал, наречен „Кореада“, представящ корейската култура. Първоначално се провежда в Киев, а през 2019 г. се провежда в Кривой рог, където има най-висока концентрация на корейски жители в регионите Поднепровие и Запорожие. Традиционната корейска група „Торади“, свързана с фестивала, участва във него всяка година и пътува до Южна Корея, за да разширява репертоара си. Съобщава се, че приемането на корейската култура е положително в Украйна.
Много корейски културни дейности и организации в Украйна са спонсорирани и финансирани от южнокорейското правителство. Това включва управляваната от доброволци Асоциация на корейците в Украйна, на която Кан също е ръководител към 2019 г. През 2017 г. в Южна Корея се провежда изложба, показваща снимки от ежедневието на корейските украинци.
Корейците в Украйна споделят културата на кухнята корьо-сарам, включително основната гарнитура морковча (вариант на кимчи на основата на моркови). Украинската кухня също е широко разпространена.

## Известни личности
Александър Син е украински кореец и кмет на Запорожие от 2010 до 2015 г. Виталий Ким е губернатор на Николаевска област от 25 ноември 2022 г.